# Училище за рок (саундтрак)
Училище за рок е албумът с музиката от едноименния американски игрален филм с участието на Джак Блек в главната роля, появил се по кината в САЩ през 2003 (2004 в България). Филмът е силно повлиян от рок музиката и представя по комичен начин страстта на един рок фен и музикант и нещата, които е способен на направи в името на една мечта. Албумът съдържа оригиналните песни на редица рок групи, творили в широк диапазон от време и обхващащи различни стилови разклонения, както и две песни, изпълнени от Джак Блек и децата от филма – откриващото School of Rock/Teacher's Pet, с което училищната група се представя на конкурса Battle of the Bands и кавър версия на песента на AC/DC It's a Long Way to the Top, изпълнено под формата на репетиция на групата в края на филма. Заглавията, подписани с името на Джак Блек, са извадени от филма цитати на неговия герой Дюи Фин.
Албумът е номиниран за награда Грами за най-добър компилиран албум с музика от игрален филм, телевизионно предаване или визуална медия за 2004 година.

## Песни
1. School of Rock/Teacher's Pet – School of Rock (4:12)
2. Your Head and Your Mind and Your Brain – Jack Black (0:36)
3. Substitute – The Who (3:47)
4. Fight – No Vacancy (2:35)
5. Touch Me – The Doors (3:10)
6. I Pledge Allegiance to the Band... – Jack Black (0:49)
7. Sunshine of Your Love – Cream (4:10)
8. Immigrant Song – Led Zeppelin (2:23)
9. Set You Free – The Black Keys (2:44)
10. Edge of Seventeen – Stevie Nicks (5:26)
11. Heal Me, I'm Heartsick – No Vacancy (4:46)
12. Growing on Me – The Darkness (3:29)
13. Ballrooms of Mars – T. Rex (4:08)
14. Those Who Can't Do... – Jack Black (0:41)
15. My Brain is Hanging Upside Down (Bonzo Goes to Bitburg) – The Ramones (3:53)
16. T.V. Eye – Wylde Ratttz (5:22)
17. It's a Long Way to the Top – School of Rock, кавър на AC/DC (5:51)

## Музиканти в авторските песни
- Джак Блек – вокали, китари
- Джоуи Гайдъс – китари
- Ребека Браун – бас китара
- Кевин Кларк – барабани
- Робърт Цай – клавири
- Алейша Алън – беквокали
- Кейтлин Хейл – беквокали
- Мириам Хасан – беквокали
- Рут Маккартни

## Персонал
- Дани Брамсън – продуцент
- Крейг Калман – продуцент
- Ричард Линклейтър – продуцент
- Рон Шапиро – продуцент
- Брайън Гарднър – мастеринг
- Джим Дънбар – музикален координатор
- Нейтън Ларсън – музикален консултант
- Лайъм Линч – музикален консултант
- Джим О'Рук – консултант